# چیرچیق (رود)
چیرچیق {{ازبکی|Chirchiq) یک رود در ازبکستان است که در ولایت تاشکند واقع شده‌است.